# Хедерлез
Хедерлез (варианты: Хыдырлез, Хидирлез, Хизирлез; гаг. Hederlez, ay Yorgi, ay Görgi; тур. Hıdrellez, Hıdırellez; азерб. Xıdır İlyas, Xıdır Nəbi; крымскотат. Hıdırlez; ног. Кыдырлез, Кыдыр-Илияс) — весенний праздник, отмечаемый многими тюркскими народами. Особенно широко празднуется крымскими татарами и гагаузами. Мусульманами отмечается как встреча пророков Хидра и Ильяса на земле. День св. Георгия - христианская разновидность этого весеннего праздника.

## Хедерлез у гагаузов

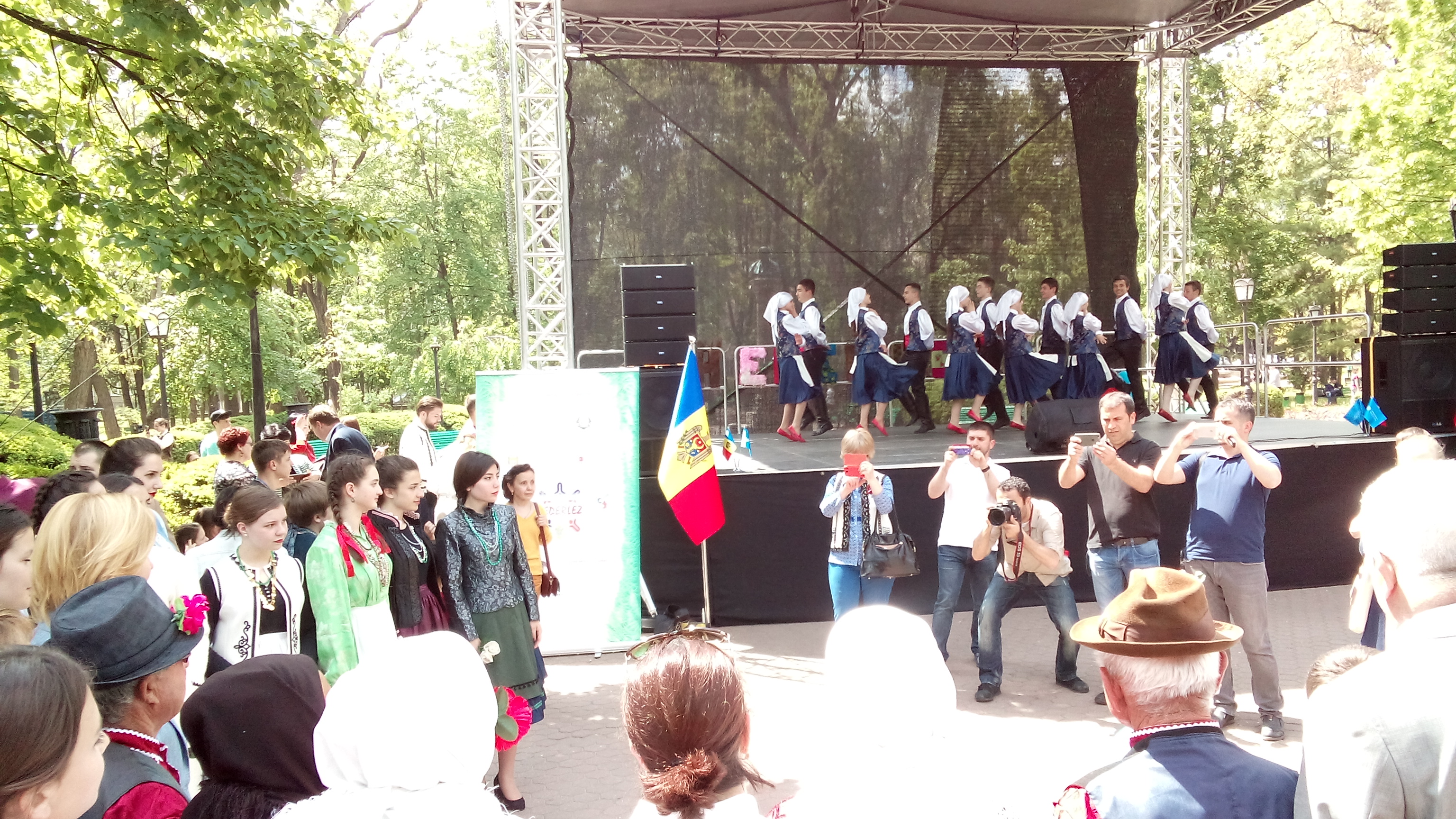
Праздник Хедерлез в Кишинёве

У гагаузов сохранилось традиционное название праздника в честь св. Георгия — «Хедерлез» (гаг. Hederlez, реже гаг. ay Yorgi, ay Görgi), в котором прослеживаются черты древней скотоводческой традиции. Хедерлез гагаузы празднуют 6 мая.
Отнесение начала годичного цикла к первой половине мая связано с периодичностью скотоводческого хозяйства, с появлением первой зелени и перегоном скота на летние пастбища. В этот день заключались и расторгались различные договоры и в первую очередь между хозяевами скота и пастухами. Св. Георгий также считался покровителем крупного и мелкого рогатого скота.
Праздник «Хедерлез» у гагаузов связан с представлениями о цикличном делении года на два сезона (от праздника «Хедерлез» до «Касым» (день Св. Димитрия) — лето, от праздника «Ка́сым» до «Хедерлез» — зима). Этот праздник играл важную роль в экономической жизни народа, так как считался началом Нового (скотоводческого) года. В целом, значение и обрядность праздника Хедерлез у гагаузов и праздника в честь Св. Георгия у народов Балкано-Карпатского региона во многом схожи. Под влиянием христианства, древний языческий праздник, связанный с одним из местных культов в Малой Азии, основанный на поклонении юноше-воину, был приурочен ко дню Св. Георгия.
Термины «Hederlez» и «Kasım» имеют арабское происхождение. Нельзя говорить однозначно о происхождении этих терминов у гагаузов. Возможно, что они использовались предками гагаузов еще до завоевания турками Балкан, о чём свидетельствует использование гагаузами скотоводческого календаря в земледельческой обрядности.
Обряды, связанные с почитанием языческого божества, черты которого в христианстве вобрал в себя Св. Георгий, а в мусульманстве Св. Хыдыр / Хызр, были широко распространены у многих народов Юго-Восточной Европы, Малой и Средней Азии. Этимологически мусульманский термин Хедерлез обозначает «…‘день пророка Ильи‘ … день Хызыр Ильяса». Мифологический персонаж Хызр связан с водными источниками и выступает в качестве дарителя изобилия, удачи, покровителя добрых людей, тружеников.

## Хыдырлез у крымских татар
По традиции Хыдырлез праздновали в день, когда на зерновых появлялся первый колос. Это время называют «тепреч». Это праздник посева, который отмечают в первую пятницу мая с пением, танцами, соревнованиями, угощениями и гаданием. В этимологии слова Хыдырлез кроются имена двух исламских пророков – Илии (Ильяс) и Аль-Гидра (Хидир) – они якобы встречаются в этот день. Один из них покровительствует воде и домашнему скоту, второй – людям. Если Хыдырлез знаменовал начало летнего сельскохозяйственного цикла, то праздник Дервиза в день осеннего равноденствия завершал его.
Крымские татары в этот день убирают, выпекают различные блюда: традиционный хлеб (калакай), мясные пироги (кобете и сары-бурма). После вечерней молитвы уважаемый житель поселка разжигает костер, и через него сначала прыгают мужчины, затем юноши и мальчики. По мере угасания костра начинают прыгать женщины, девочки. Потухший костёр засыпают землёй.
Гадания на калакае – традиционном хлебе, является важным обычаем на Хыдырлез. Заранее испеченные хлебцы спускали с горки. Если хлебец падал лицевой стороной вверх – урожай будет богатым, если тыльной – стоит ждать недорода.
Завершают праздник национальным круговым танцем Хоран вокруг костра. Танец – исполняется под музыку народных музыкальных инструментов – давул и зурны.